# Kendall Wright
Kendall Wright (Mount Pleasant, 12 novembre 1989) è un giocatore di football americano statunitense che gioca nel ruolo di wide receiver per i Chicago Bears della National Football League (NFL). Fu scelto dai Titans come 20º assoluto nel Draft NFL 2012. Al college ha giocato a football a Baylor.

## Carriera professionistica

### Tennessee Titans
Wright, considerato uno dei migliori prospetti tra i wide receiver del draft 2012, fu scelto come 20º assoluto dai Tennessee Titans.
Wright debuttò come professionista nella prima gara della stagione persa contro i New England Patriots in cui ricevette 5 passaggi per 37 yard. La settimana successiva Kendall partì per la prima volta come titolare contro i San Diego Chargers ricevendo 2 passaggi per 24 yard e segnando il primo touchdown su ricezione in carriera. Nella settimana 4 Wright guidò i Titans con 4 ricezioni per 46 yard e segnò un touchdown. La sua stagione da rookie si concluse con 64 ricezioni per 626 yard e 4 touchdown.
Il primo touchdown della stagione 2013, Wright lo segnò nella settimana 2 contro gli Houston Texans. Il secondo lo segnò a dieci secondi dal termine su passaggio di Ryan Fitzpatrick nella settimana 12 contro i Raiders, regalando la vittoria in rimonta alla sua squadra. La sua annata terminò con 1.079 yard ricevute e 2 touchdown.
Wright aprì la stagione 2014 andando subito a segnò nella vittoria in trasferta sui Kansas City Chiefs. La sua annata si chiuse guidando la squadra con 6 TD su ricezione e al secondo posto con 715 yard ricevute.

### Chicago Bears
Nel 2017, Wright firmò con i Chicago Bears.

## Statistiche
| Partite totali         | 55    |
| Partite da titolare    | 37    |
| Ricezioni              | 158   |
| Yard su ricezione      | 2.828 |
| Touchdown su ricezione | 15    |

Statistiche aggiornate alla stagione 2015